# Bela Stena
Bela Stena (Servisch cyrillisch: Бела Стена) is een plaats in de Servische gemeente  Raška. De plaats telt 491 inwoners (2002).